# Тячів (Румунія)
Малий Тячів, Течеу-Мік (рум. Teceu Mic) — село у повіті Марамуреш в Румунії. Входить до складу комуни Ремета.
Село розташоване на відстані 441 км на північний захід від Бухареста, 37 км на північ від Бая-Маре, 136 км на північ від Клуж-Напоки.

## Населення
За даними перепису населення 2002 року у селі проживали 195 осіб.
Національний склад населення села:
| Національність | Кількість осіб | Відсоток |
| -------------- | -------------- | -------- |
| угорці         | 129            | 66,2%    |
| українці       | 44             | 22,6%    |
| румуни         | 22             | 11,3%    |

Рідною мовою назвали:
| Мова       | Кількість осіб | Відсоток |
| ---------- | -------------- | -------- |
| угорська   | 129            | 66,2%    |
| українська | 44             | 22,6%    |
| румунська  | 22             | 11,3%    |